# 僕の宝物 (シクラメンの曲)
「僕の宝物」（ぼくのたからもの）は、2011年9月28日にトイズファクトリーから発売されたシクラメンのメジャーデビュー1枚目のシングル（インディーズを含めると3枚目）。

## 概要
シクラメンのメジャー第1弾のシングル。
表題曲の「僕の宝物」は、市原隼人主演の映画『DOG×POLICE 純白の絆』（2011年10月1日公開）の主題歌となっている。また、福岡ソフトバンクホークスの細川亨の登場曲になっており、 オムニバスアルバム『福岡ソフトバンクホークス 選手登場曲&ベストセレクション 2013』（2013年6月26日発売）に収録されている。2014年1月18日に行われた『ジュビロ磐田 ファン感謝デー2014』で川口能活（現：FC岐阜）が挨拶する際にも同楽曲がかかっている。
カップリングの「必死マン」は、ジュビロ磐田の2012年シーズンソングになっている。

## 収録曲
全作曲：DEppa・電球
1. 僕の宝物
作詞：DEppa・電球
  - 映画『DOG×POLICE 純白の絆』主題歌
2. 必死マン
作詞：DEppa
  - ジュビロ磐田2012年シーズンソング
3. 道
作詞：DEppa